# Suíço-brasileiros
Um suíço-brasileiro ou helveto-brasileiro é o brasileiro que possui ascendência suíça ou o suíço que possui ascendência brasileira. São também chamados suíço-brasileiros os indivíduos que têm dupla cidadania, suíça e brasileira.

## Suíços no Brasil
Os suíços foram os primeiros imigrantes europeus a se estabelecer no Brasil, depois dos portugueses. Eles imigraram para o Rio de Janeiro, especificamente nas cidades serranas, como Nova Friburgo e Teresópolis, e também povoaram os estados de Espírito Santo, especificamente 
no litoral, São Paulo, principalmente no interior do estado, e em Santa Catarina, onde há a Colônia Dona Francisca, em Joinville.
No bairro Helvetia, em Indaiatuba, apresenta a maior concentração de descendentes de colonos suíços no Brasil.[carece de fontes?] Foi fundado em 14 de abril de 1888 por imigrantes das famílias Ambiel, Amstalden, Bannwart e Wolf, provenientes do cantão de Obwalden.

## Personalidades helveto-brasileiras
Diversas figuras importantes no Brasil são de ascendência suíça, incluindo diversos atores, cantores, modelos, religiosos, políticos e esportistas:
- Ricardo Boechat- jornalista, trabalhou em vários dos principais veículos de comunicação do Brasil, incluindo a TV Globo, Jornal do Brasil e TV Bandeirantes.
- Juliana Knust- atriz e modelo, atuou em diversas novelas como Celebridade, Duas Caras e América.
- Guilherme Herdy - surfista, é um dos representantes do Brasil na elite mundial do surf, o WCT.
- Heloísa Perissé - atriz. Há, inclusive, um bairro em Nova Friburgo chamado Perissé.
- Clóvis Bornay - carnavalesco nascido em Nova Friburgo.
- Juliana Schalch - atriz.[3]
- Xuxa - apresentadora, atriz, cantora, empresária, filantropa e ex-modelo.
- Peter Jordan - criador de conteúdo digital e fundador do Ei Nerd, o maior canal sobre cultura pop do Brasil.